# او کار می‌خواست
او کار می‌خواست (انگلیسی: He Wanted Work) یک فیلم کمدی صامت کوتاه به کارگردانی آرتور هاتلینگ است که در سال ۱۹۱۴ منتشر شد. از بازیگران این فیلم می‌توان به بیلی باورز و اولیور هاردی اشاره کرد.